# 瓦茨拉夫·哈卢帕
瓦茨拉夫·哈卢帕（捷克語：Václav Chalupa，1967年12月7日—），捷克男子赛艇运动员。他曾代表捷克斯洛伐克、捷克参加1988年、1992年、1996年、2000年、2004年和2008年夏季奥林匹克运动会赛艇比赛，其中1992年奥运会获得一枚银牌。